# نوکولائه‌لائه
نوکولائه‌لائه (به لاتین: Nukulaelae) یک تقسیمات کشوری یک کشور در تووالو است.

## خصوصیات
نوکولائه‌لائه ۳۹۳ نفر جمعیت دارد.